# Maithai Jama Haphong
Der Maithai Jama Haphong (auch Maithaijama Haphong) ist ein Berg in Bangladesch an der Grenze zu Indien.

## Lage
Der Gipfel des Bergs liegt im Südosten Bangladeschs in der Upazila Belaichori im Süden des zu den Chittagong Hill Tracts der Division Chittagong gehörenden Distrikts Rangamati in den Mizo Hills, einer Hügelkette, die einen südlichen Ausläufer des Himalaya bildet, knapp einen Kilometer westlich der Grenze zu Indien. Die Flanken des Berges erstrecken sich bis in den Distrikt Lawngtlai im indischen Bundesstaat Mizoram hinein.

## Höhe
Im Rahmen einer Exkursion des BD Explorer wurde im Dezember 2014 die Höhe des Maithai Jama Haphong ermittelt. Die mit GPS gemessene Höhe betrug 3174 Feet (967 Meter). Bei einer weiteren Expedition etwa einen Monat später wurde die Höhe zu 3178 Feet (969 Meter) gemessen. ACME Mapper gibt die Höhe des Berges mit 966 Meter an. Damit zählt der Maithai Jama Haphong zu den zehn höchsten Erhebungen Bangladeschs.
Der nächstgelegene Berg, der höher ist als der Maithai Jama Haphong, ist der etwa drei Kilometer nördlich gelegene Dumlong (997 m). Etwa drei Kilometer südlich des Maithai Jama Haphong liegt der geringfügig niedrigere Mukhra Thuthai Haphong (954 m). Etwa zehn bis fünfzehn Kilometer südwestlich bis südsüdwestlich des Maithai Jama Haphong liegen weitere Berge, die mit einer Höhe von über 900 Metern zu den höchsten Erhöhungen Bangladeschs zählen, darunter der Keokradong (980 m), der Thingdawl Te Tlang (944 m), der Kapital Hill (933 m) und der Kreikung Taung (925 m). Etwa 25 Kilometer südlich des Mukhra Thuthai Haphong liegt der Mowdok Mual, der mit einer Höhe von 1045 Meter der höchste Berg Bangladeschs ist.